# Laiševo
Laiševo (rusky Лаишево, tatarsky Лаеш) je město v Tatarstánu v Ruské federaci. Při sčítání lidu v roce 2010 mělo 7735 obyvatel.

## Poloha
Laiševo leží na pravém břehu Kamy, která je zde ale už skryta vzdutím Kujbyševské přehrady na Volze. Od Kazaně, hlavního města Tatarstánu, je Laiševo vzdáleno přibližně 60 kilometrů na jihovýchod.

## Dějiny
Sídlo zde vzniklo v roce 1557 a městem je od roku 1781, přičemž do roku 1926, kdy zase přestalo být městem, se jmenovalo Laišev. V roce 1950 se stalo sídlem městského typu a v roce 2004 městem.